# Tinea accusatrix
Tinea accusatrix är en fjärilsart som beskrevs av Edward Meyrick 1916. Tinea accusatrix ingår i släktet Tinea och familjen äkta malar. Inga underarter finns listade i Catalogue of Life.